# ジブチ海軍

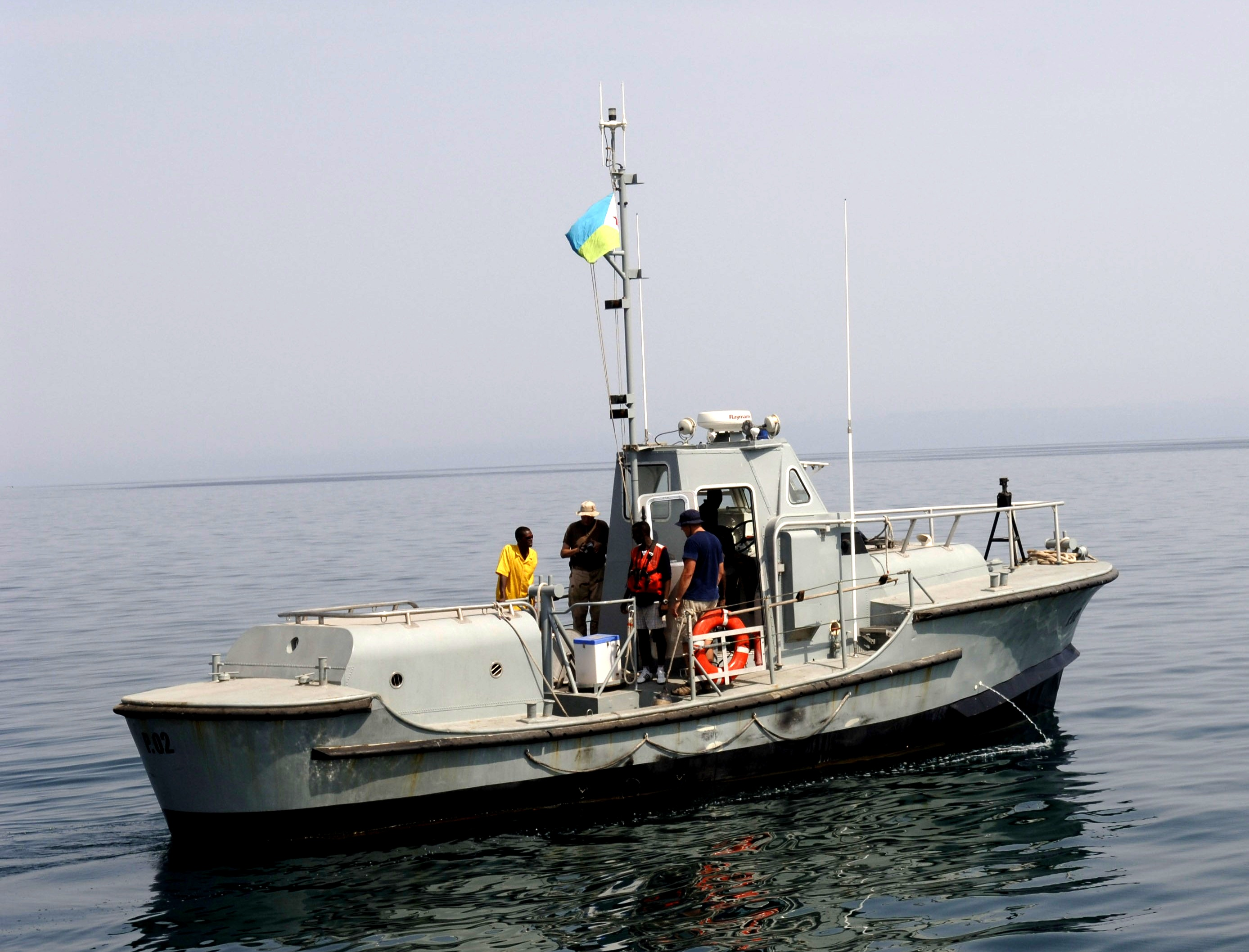
アメリカ合衆国から供与された哨戒艇

ジブチ海軍(フランス語: Marine Nationale / Forces Navales de Djibouti)またジブチ沿岸警備隊 (フランス語: Garde-Cotes、ソマリ語: Ciidanka Badda Jabuuti) はジブチ国防軍の海軍、沿岸警備隊。

## 概要
ジブチの領海を警備し、また314 kmの海岸の防衛を確保するとともに、陸軍の作戦を支援する。
ジブチ、オボック、タジュラに基地を持つ。
ジブチ海軍はバブ・エル・マンデブ海峡を通過するタンカーを保護する重要な役割を担っており、その海岸線に沿ってガンボートや高速ミサイル艇艦隊を配備している。
海軍の艦艇は、冷戦の終結以来、アメリカ合衆国からの支援を受けて開発および建造されたが、一部は他国にも依存している。

## 歴史
ジブチ海軍はジブチ国防軍の沿岸警備隊として発足。ジブチの領海と314 kmの海岸線を確保する任務を行う。 
沿岸警備隊は1977年にジブチが独立してから2年後の1979年に発足した。
ジブチ国家憲兵から分離した部隊から構成され、ジブチの周辺海域には、数多くの種類の魚類が生息し、活発な漁場となっていることから、当初から港湾での船舶交通の安全とその監視に焦点を合わせていた。 
2003年に独立した軍として編成された。
2004年にイタリアが4艇を供与、また2006年にアメリカ合衆国が数隻の哨戒艦艇を供与したことにより、航続距離も延び、より遠洋での活動も可能になったほか、一度の出港で長く海上で活動を行うことができるようになった。
さらに、日本も政府開発援助(ODA)として2015年に巡視艇2艇を寄贈している。
また近年では、ソマリア沖海賊対策など、シーレーン上での安全保障を維持するために、アメリカ海軍およびイエメン海軍との次期防衛技術開発も含めた協力も積極的に行っているほか、ジブチ海軍としての増強も図られている。

## 任務
ジブチ海軍はジブチ国防軍の一部として、ジブチの領土の防衛とその主権の保護、および排他的経済水域の管理を任務として行っている。

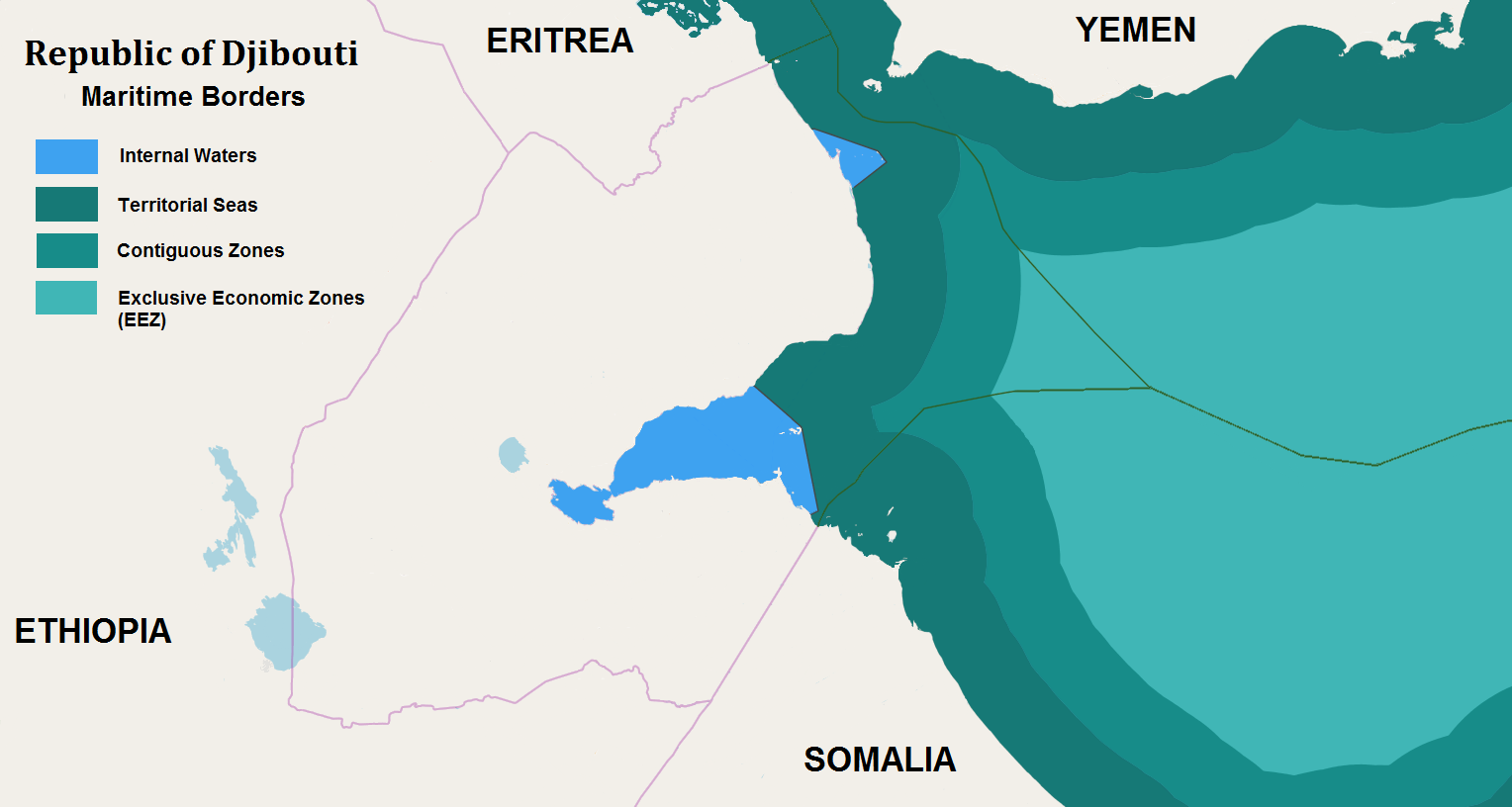
ジブチ共和国の海上国境。
水域の色分けは、凡例順、上から内水、領海、接続水域、排他的経済水域(EEZ)を示す。
地政学的にみると、ジブチは治安の安定しない「アフリカの角」地域にあり、近海でのタンカーの往来も多く、安全保障上のキーストーンに位置付けられる。

他にも、救難捜索、海洋資源の保護また、海上輸送支援を含む、近海での他国海軍の作戦支援を行っている。

## 装備

### 艦艇
主に哨戒艦、哨戒艇（巡視船、巡視艇）を装備する。
- スワリ級沿岸警備艇(35トン型) -  6 艇
- メタルシャーク級哨戒艇(28トン型) -  2 艇
- 200型（旧・イタリア沿岸警備隊「CP 230」および「CP 242」） - 2 艇。 イタリアが供与
- 「CP 572」型 -  2 艇。イタリアが供与。
- 哨戒艇（旧・アメリカ沿岸警備隊44フィート型機動救命艇） - 4 艇。 アメリカが供与。
- 20メートル型巡視艇 - 2 艇。日本が寄贈。墨田川造船製。
  - P-05「コール・アンガー」
  - P-06「ダメルジョグ」

### 艦艇搭載装備
- ロケットランチャー
- 重機関銃